# ATP Challenger Antofagasta
Das ATP Challenger Antofagasta (offizieller Name: Challenger Dove Men+Care Antofagasta) ist ein seit 2023 stattfindendes Tennisturnier in Antofagasta, Chile. Es ist Teil der ATP Challenger Tour und wird im Freien auf Sand ausgetragen.

## Liste der Sieger

### Einzel
| Jahr | Sieger                | Finalgegner           | Ergebnis      |
| ---- | --------------------- | --------------------- | ------------- |
| 2024 | Juan Manuel Cerúndolo | Adolfo Daniel Vallejo | 3:6, 6:2, 6:4 |
| 2023 | Camilo Ugo Carabelli  | Tristan Boyer         | 3:6, 6:1, 7:5 |

### Doppel
| Jahr | Sieger                        | Finalgegner                    | Ergebnis         |
| ---- | ----------------------------- | ------------------------------ | ---------------- |
| 2024 | Mateus Alves Matías Soto      | Leonardo Aboian Valerio Aboian | 6:1, 6:4         |
| 2023 | Boris Arias Federico Zeballos | Luciano Darderi Murkel Dellien | 5:7, 6:4, [10:8] |